# Taputapuatea
Taputapuatea è un comune francese (capoluogo Avera) del dipartimento d'oltremare delle Isole Sottovento, appartenente alla collettività d'oltremare della Polinesia francese.
Si estende sulla parte orientale dell'isola di Raiatea, occupandone una superficie di 88 km². La popolazione, secondo il censimento del 2007, ammonta a 4.156 persone. Tali dati rendono Taputapuatea il più esteso e il più popoloso dei tre comuni dell'isola.
Il comune di Taputapuatea è suddiviso amministrativamente nei tre comuni associati di Avera, Opoa e Puohine.
Sul territorio comunale sorge il principale complesso di antichi marae polinesiani di Raiatea.
Dal 2017 un'ampia area del territorio, comprendente due valli, una parte di laguna e barriera corallina e i marae è stata inclusa nella lista dei patrimoni dell'umanità dell'UNESCO.

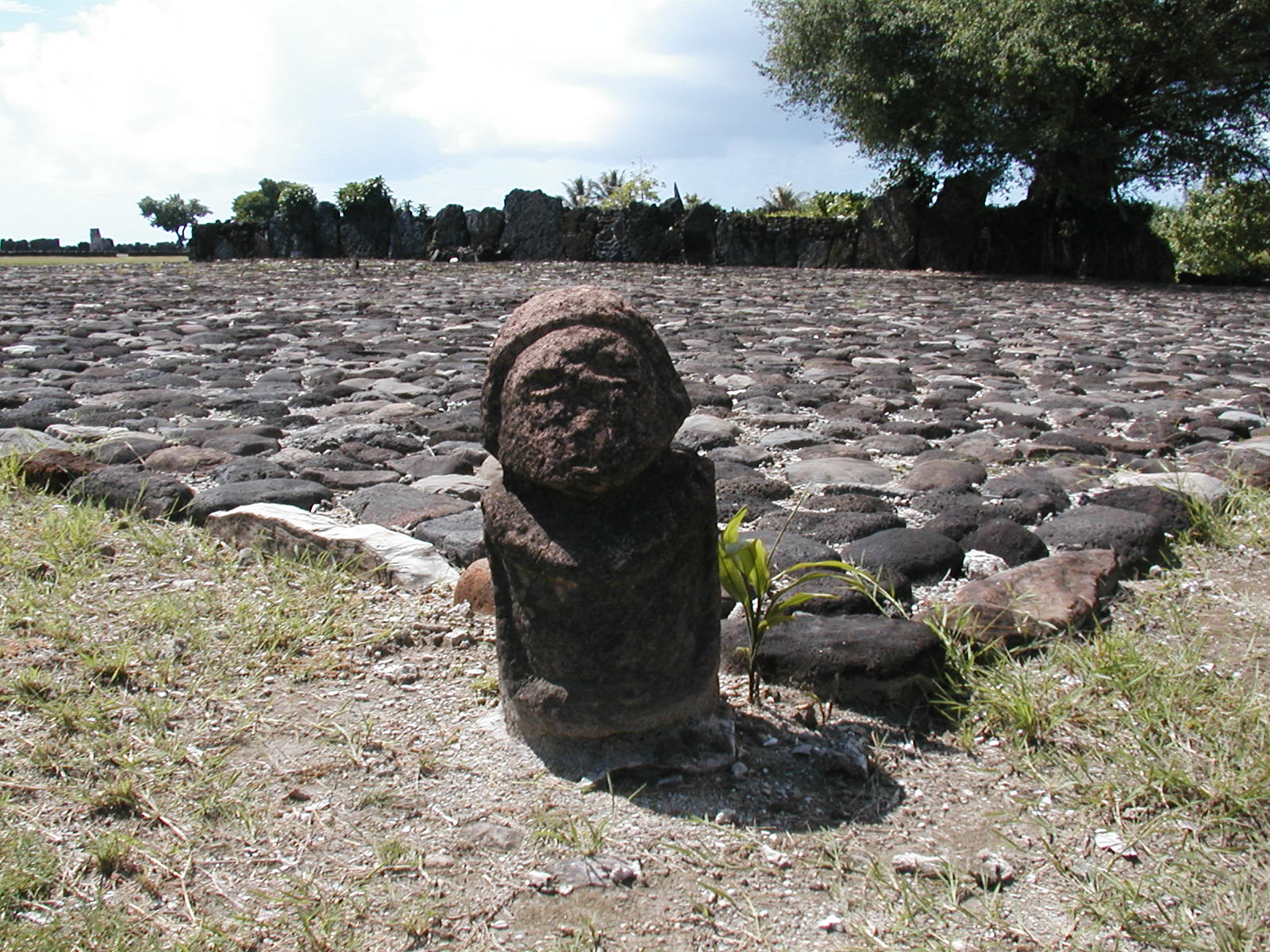
Antico marae nel territorio comunale di Taputapuatea